# 哈桑·纳斯鲁拉
哈桑·纳斯鲁拉（阿拉伯语：حسن نصر الله，羅馬化：Ḥasan Naṣr-Allāh，發音：[ˈħasan nasˤraˈɫːaːh]；1960年8月31日—2024年9月27日），曾擔任黎巴嫩真主党总书记。

## 早期生活
纳斯鲁拉1960年出生于黎巴嫩首都贝鲁特郊区的一个什叶派穆斯林家庭。他的父親阿卜杜勒·卡里姆·納斯魯拉（Abdul Karim Nasrallah）出生於巴祖里耶（Bazourieh），這是位於泰尔附近的Jabal Amel（南部黎巴嫩共和國）的一個村莊，曾是一名水果和蔬菜銷售商。儘管哈桑的家人並不特別虔誠，但他對神學研究很感興趣。 他就讀於al-Najah學校，後來就讀於貝魯特Sin el Fil基督教社區的一所公立學校。
1975年，黎巴嫩內戰迫使全家（包括當時15歲的納斯魯拉）搬到祖居巴祖里耶，納斯魯拉在蘇爾（泰尔）公立學校完成了中學教育。他在那裡讀了中學，並短暫加入了黎巴嫩什葉派政治團體阿邁勒運動。
16岁时，纳斯鲁拉到中东伊斯兰教什叶派圣城伊拉克南部城市纳杰夫学习宗教。在纳杰夫，纳斯鲁拉结识了后来成为黎巴嫩真主党首任总书记的赛伊德·阿巴斯·穆萨维。

## 创建真主党
1978年夏天，纳斯鲁拉回到黎巴嫩。次年，他加入了“阿迈勒运动”，担任贝卡地区的领导人。1982年，以色列反擊黎巴嫩巴解組織，大量什叶派穆斯林难民涌入贝鲁特南郊。难民们希望拥有自己的组织，于是纳斯鲁拉脱离“阿迈勒运动”，在當時伊朗霍梅尼政權方面的支持下，纳斯鲁拉和穆萨维一起创建了真主党。穆萨维被推举为首任总书记。

## 担任总书记

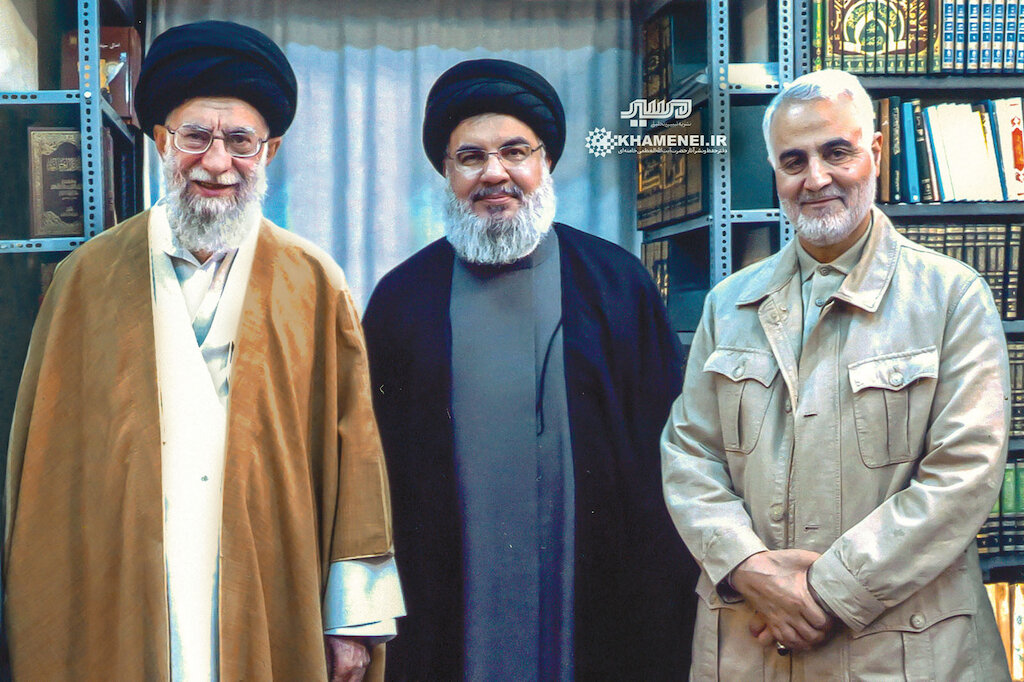
納斯魯拉與伊朗最高領袖阿里·哈梅內伊和聖城軍指揮官卡西姆·蘇萊曼尼。

1992年2月16日，前领袖穆萨维在黎巴嫩南部被以色列战斗机炸死。真主党领导层内部在总书记人选上发生了争执。因为纳斯鲁拉同穆萨维的特殊关系，他最终成为了真主党总书记，并一直担任此职到逝世。在納斯魯拉領導期間，真主黨獲得了射程更遠的火箭，這使得他們能夠在以色列佔領黎巴嫩南部的情況下襲擊以色列北部。 1993年，以色列開展了問責行動。 黎巴嫩的許多基礎設施在這次行動中被摧毀，以色列聲稱這次行動是成功的。 最終達成協議，以色列結束對黎巴嫩的攻擊，而真主黨同意停止對以色列北部的攻擊。

## 遇襲
2024年9月27日，真主黨總部被以色列空襲，以色列空軍隨後證實納斯鲁拉死亡，之后也被真主黨方面承認。2025年2月23日，真主党为纳斯鲁拉举行葬礼。

## 评价

### 正面
2024年9月28日，伊朗最高領袖阿里·哈米尼在推特上發文悼念前黎巴嫩真主黨領袖哈珊·納斯拉勒並贊揚起為“偉大的聖戰者，世界地區抵抗運動的旗手，具有宗教美德和明智的政治領袖”。

### 负面
2021年1月7日，美国非政府组织反极端主义项目公布「全球最危险20大极端主义者」名单，形容哈桑·纳斯鲁拉领导的真主党是黎巴嫩的主要政治力量，以其呼吁真主党支持者每年参加耶路撒冷示威游行、在欧洲清真寺和什叶派文化中心的活动、助长非洲大陆反犹太主义等为由，将纳斯鲁拉列为全球极端主义者名单第一名。并补充称真主党在全世界造成美国人的死亡比任何其他组织都要多。

### 引用
1. ↑  Young 2010，第98頁.
2. 1 2 3  . Al Jazeera. 17 July 2000  [22 April 2013]. （原始内容存档于13 September 2020）.
3. 1 2  Tucker & Roberts 2008，第727頁.
4. ↑  . IDF.   [2024-09-28]. （原始内容存档于2024-11-30）.
5. ↑  . جريدة الغد | مصدرك الأول لأخبار الأردن والعالم. 2024-09-28  [2024-09-28]. （原始内容存档于2024-09-30） （阿拉伯语）.
6. ↑  . 澎湃新闻. 2025-02-23  [2025-02-23] （中文）.
7. ↑  . Counter Extremism Project. 2020-12-18  [2021-01-16]. （原始内容存档于2021-01-11） （英语）.